# 姚沟镇
姚沟镇，是中华人民共和国安徽省芜湖市无为市下辖的一个乡镇级行政单位。

## 行政区划
姚沟镇下辖以下地区：
姚沟社区、吴大村、南都村、飞雁村、南湖村、五洲村、新城村和太白村。